# Groupe Lefebvre
 (août 2025).
 (août 2025).
Le Groupe Lefebvre, anciennement connu sous le nom de Lefebvre Sarrut, est structuré autour de deux métiers : l’édition professionnelle (juridique, fiscale, réglementaire) et la formation professionnelle.
Le Groupe Lefebvre est, sur le marché français, l'un des premiers éditeurs juridique et fiscal. En 2023, il compte plus de 2 600 collaborateurs. Il est présent dans 8 pays (France, Angleterre, Espagne, Italie, Belgique, Luxembourg, Pays-Bas, Allemagne) et réalise un chiffre d’affaires annuel de plus de 500 millions d’euros.

## Historique
Le groupe des Éditions Lefebvre Sarrut est né en 1999 du rapprochement des Éditions Législatives et des Éditions Francis Lefebvre. À partir de cette date, le groupe mène une politique d'acquisition en France et en Europe. Il acquiert notamment la maison d'édition juridique Dalloz en 2006. En 2019, le groupe est renommé groupe Lefebvre Sarrut. En 2025, le groupe Lefebvre Sarrut adopte la dénomination de Groupe Lefebvre, dans le cadre d’une stratégie d’unification de sa marque à l’échelle européenne. 

## Structure
Ses principales filiales sont : 
- Lefebvre Dalloz composée de :
  - les Éditions Francis Lefebvre : éditeur fiscal, juridique, comptable et social de référence ;
  - les Éditions Législatives, éditeur en droit social, droit des affaires, immobilier, HSE et action sociale ;
  - les éditions Dalloz, éditeur juridique depuis 1845 d'ouvrages, codes, revues, encyclopédies et produits numériques pour les professionnels et universitaires en droit et science politique, économie et gestion, marketing, sciences sociales et assurance ;
  - Lefebvre Dalloz Compétences composée de :
    - Dalloz Formation ;
    - Francis Lefebvre Formation (formation en droit à dominante fiscale, comptable, sociale et juridique) ;
    - ELEGIA Formation (formation en droit social et ressources humaine) ;
    - CSP DOCENDI (formation généraliste dédié aux soft skills) ;
    - Bärchen (formation spécialisé en banque, finance et assurance et spécialiste français de la certification AMF[4]).
- Stollfuß Medien, média spécialisé dans la comptabilité en Allemagne ;
- Sdu, second éditeur juridique aux Pays-Bas ;
- Lefebvre Espagne (fusion des Editions Lefebvre et de  El Derecho Quantor), premier éditeur juridique en Espagne ;
- Giuffrè Francis Lefebvre en Italie ;
- Juris, premier éditeur juridique numérique en Allemagne, en joint venture avec le gouvernement fédéral ;
- Larcier composé des marques Larcier, Indicator, Intersentia et Bruylant ;
- Intersentia, maison d'édition juridique anglaise.